# Tetrameristaceae
Tetrameristaceae Hutch., 1959 è una piccola famiglia di piante angiosperme dell'ordine Ericales.

## Tassonomia
La famiglia comprende tre generi monospecifici:
- Pelliciera Triana & Planch.
- Pentamerista Maguire
- Tetramerista Miq.